# Церковь Тевтонского ордена (Вена)
Церковь Тевтонского ордена (нем. Deutschordenskirche) — римско-католическая церковь в готическом стиле, принадлежащая Тевтонскому ордену, расположенная во Внутреннем городе. Объект архитектурного наследия Австрии.

## История
Церковь принадлежит комплексу зданий резиденции Тевтонского ордена. Она расположена на месте более ранней церкви XIII века, сильно пострадавшей от пожара, и от которой до нашего времени дошла лишь башня. Современное здание церкви было построено в период с 1326 по 1375 год и освящено в 1395 году в честь Святой Елизаветы Венгерской.
В 1697 году здание было украшено лепниной работы итальянского мастера Симоне Аллио (итал. Simone Allio). Спустя три года, в 1700, его работу продолжил итальянский мастер Джироламо Альфьери (итал. Girolamo Alfieri).
В 1720, когда командором ордена был Гвидо фон Штаремберг, церковь была барокизирована. Авторство и реализацию барочного проекта приписывают архитектору Антону Эрхарду Мартинелли. После проведённой Мартинелли реконструкции церковь сохранила некоторые готические элементы, такие, как, например, стрельчатые окна.
С 1720 по 1725 годы к работе над отделкой здания вновь привлёкся Альфьери. В этот период он трудился совместно с итальянским скульптором Джованни Антонио Карневале (итал. Giovanni Antonio Canevale).
В 1922 году рыцарями Ордена Золотого руна в церкви была отслужена панихида по последнему эрцгерцогу Австро-Венгрии, Карлу I.

## Интерьер
Неф храма перекрыт нервюрным сводом. На стенах церкви изображено более восьмидесяти гербов рыцарей ордена.
Главный алтарь был создан в Мехелене в 1520 году для Мариенкирхе в Данциге (современный Гданьск) и его переместили в церковь Тевтонского ордена лишь в 1864 году. На запрестольном образе главного алтаря, созданном в 1667 году Тобиасом Поком, изображены святые покровители ордена: Дева Мария с Младенцем, Святая Елизавета, Георгий Победоносец и Святая Елена.
На алтаре Куспиниана изображен даритель Иоганн Куспиниан и две его жены Агнес и Анна.
Среди многочисленных надгробий особенно выделяются три — Эразму Графу Штарембергу, Гвидо фон Штарембергу и Иоганну Филиппу Гарраху.

## Галерея

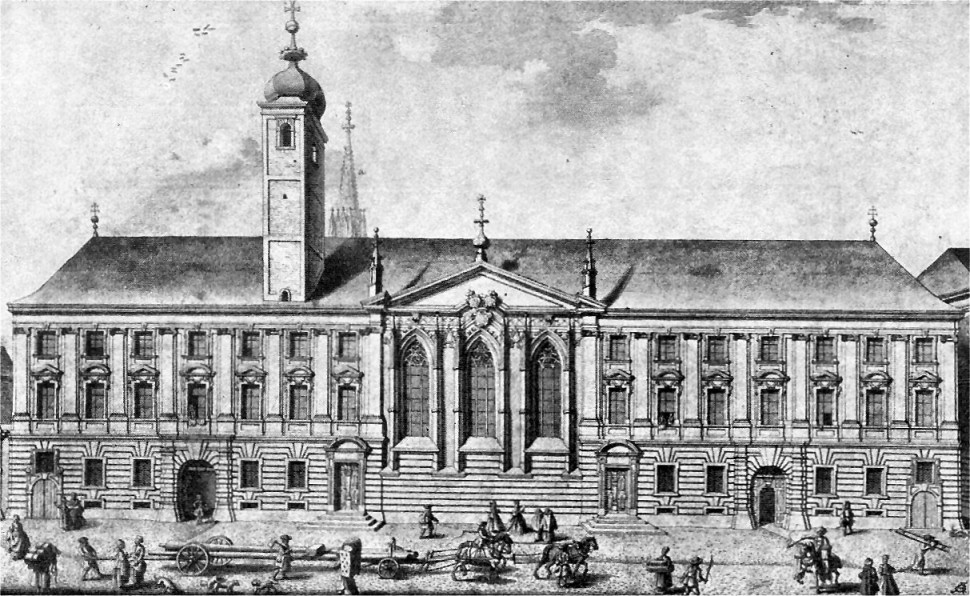
Гравюра 1733 года с изображением церкви
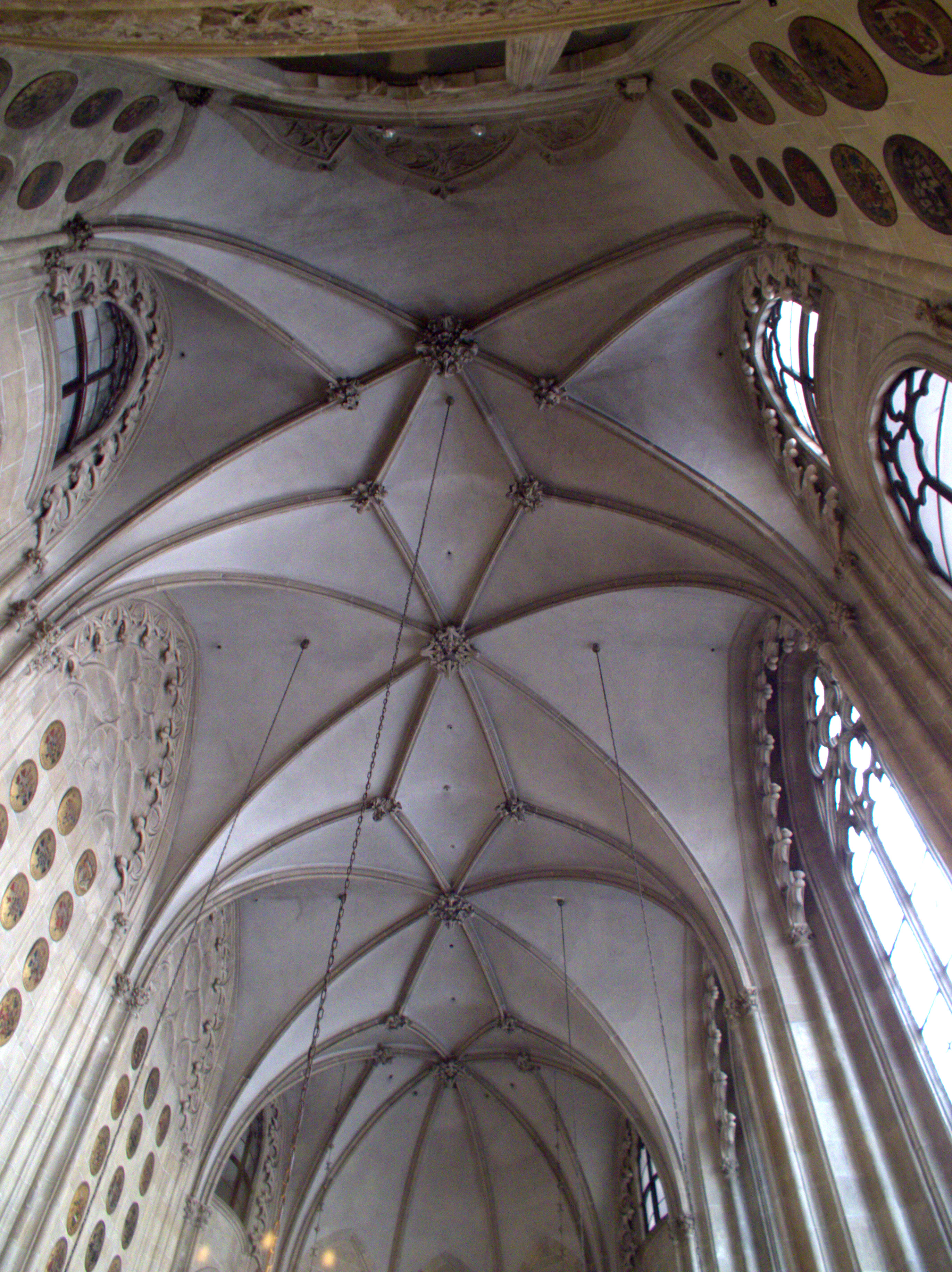
Нервюрный свод церкви
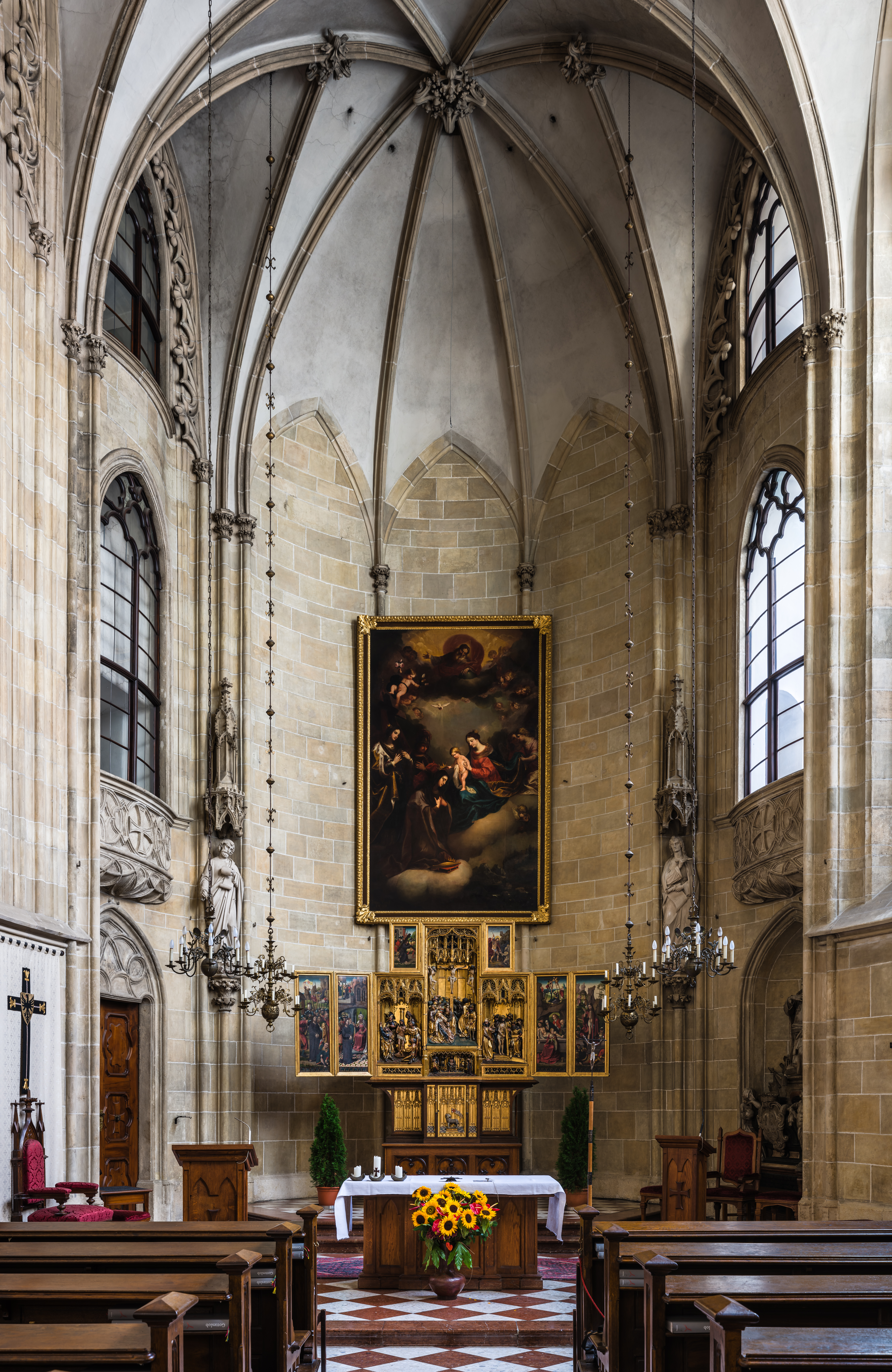
Главный алтарь церкви
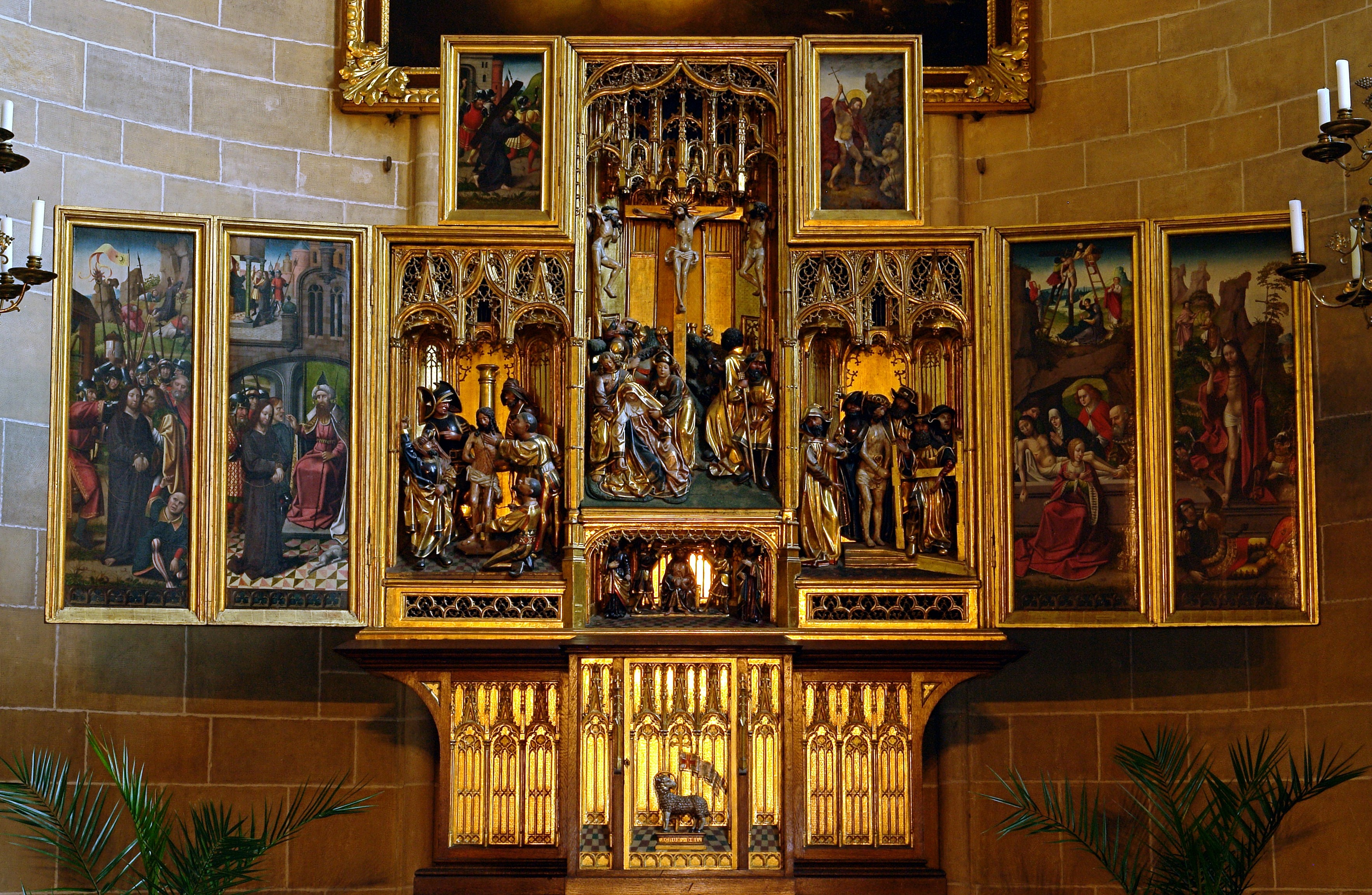
Полиптих главного алтаря работы Яна ван Вейвере (нидерл. Jan van Wavere)
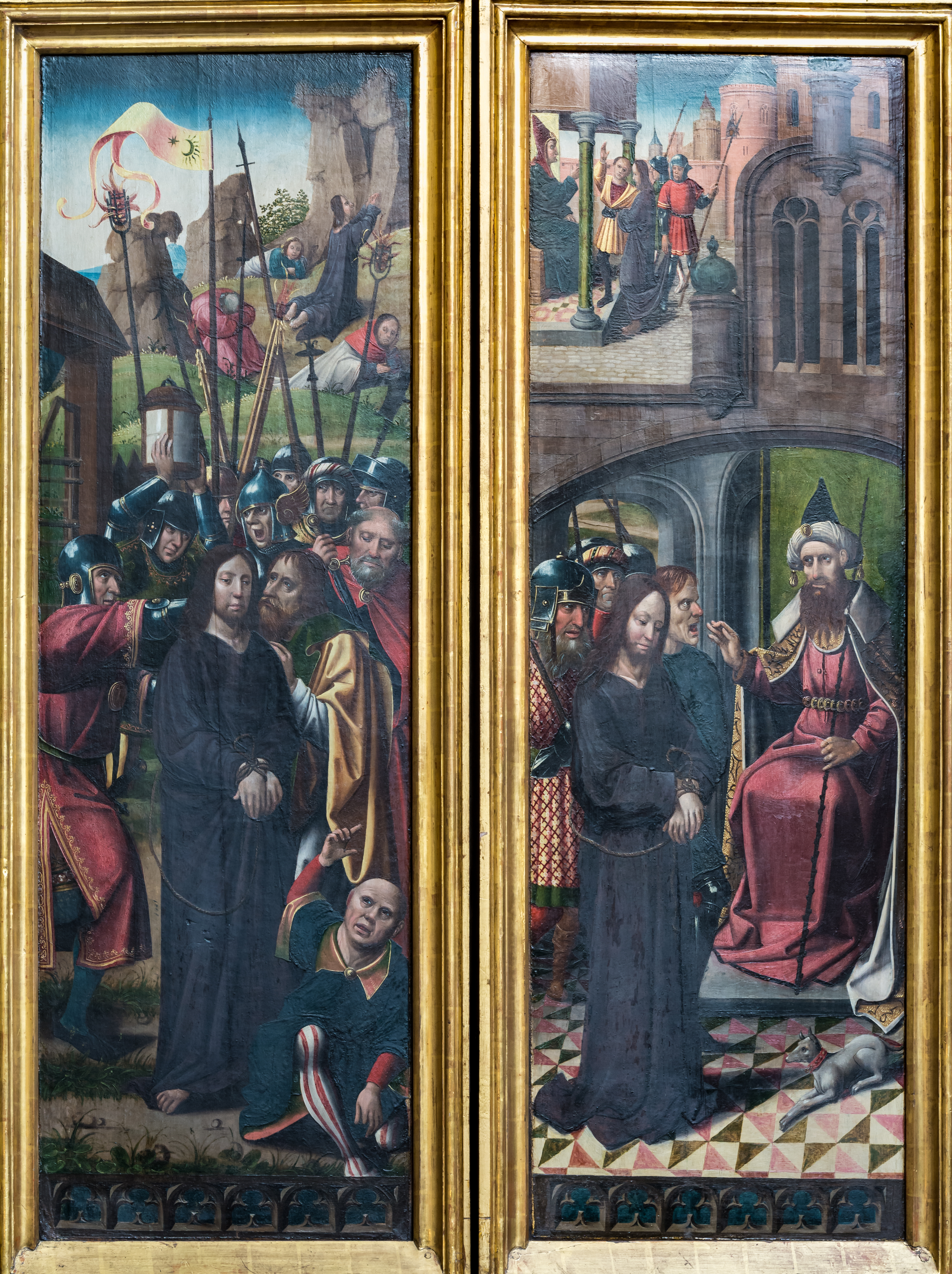
Арест Иисуса Христа (деталь полиптиха)
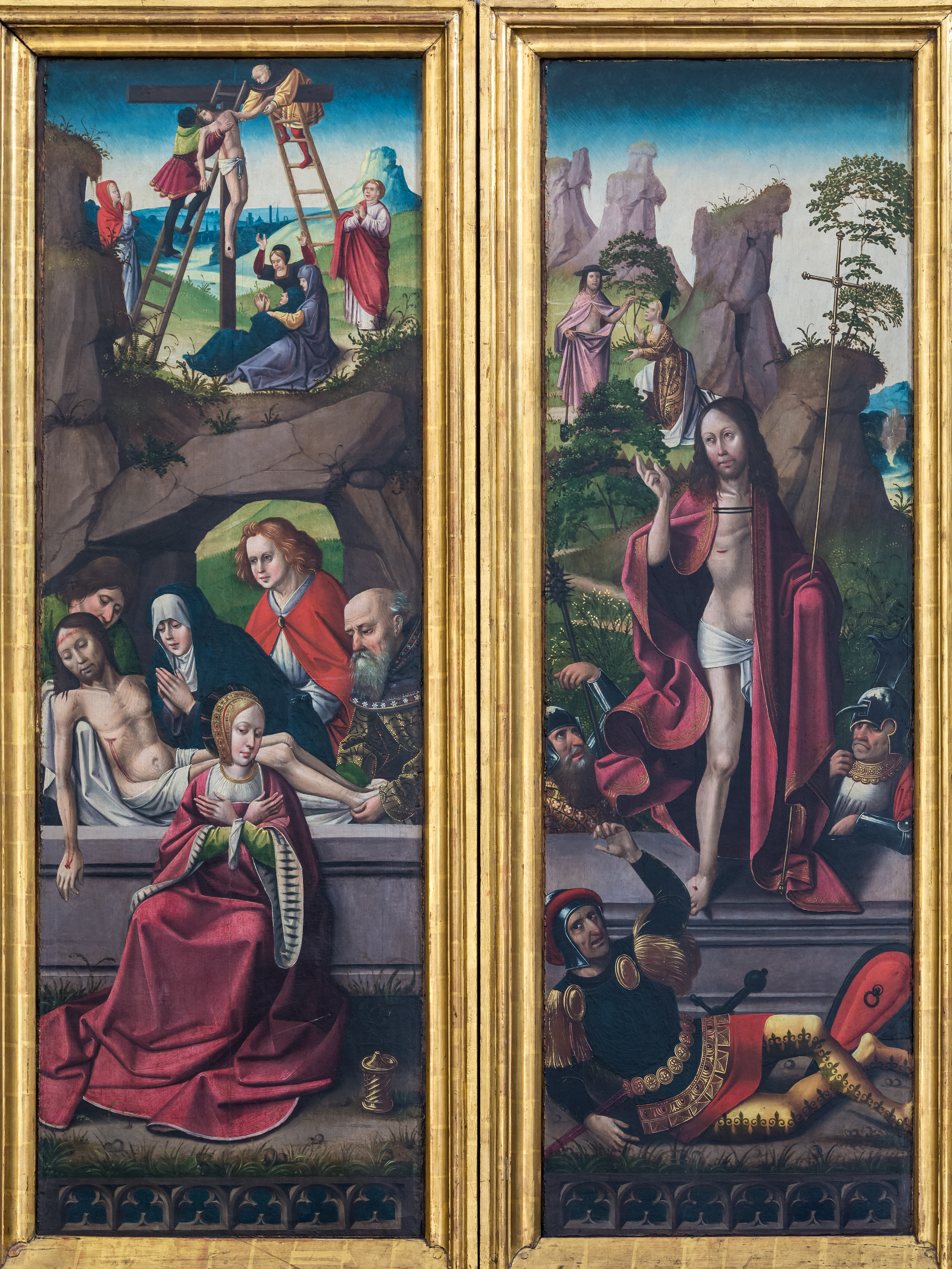
Погребение и Воскресение Христа (деталь полиптиха)
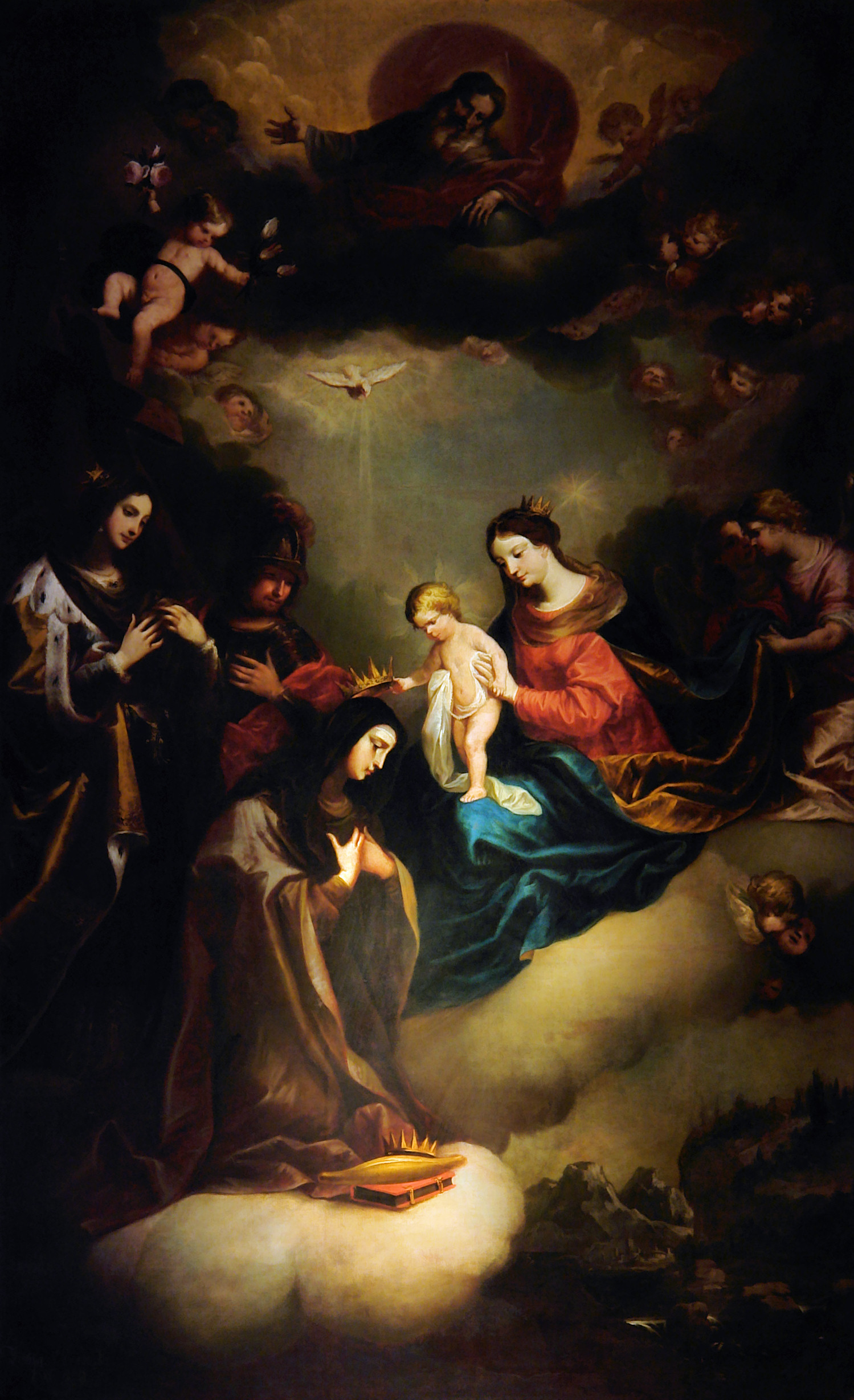
Запрестольный образ главного алтаря церкви. Дева Мария с Младенцем коронуют Елизавету Венгерскую,  Тобиас Пок, 1667. За спиной Елизаветы стоят Георгий Победоносец и Святая Елена.
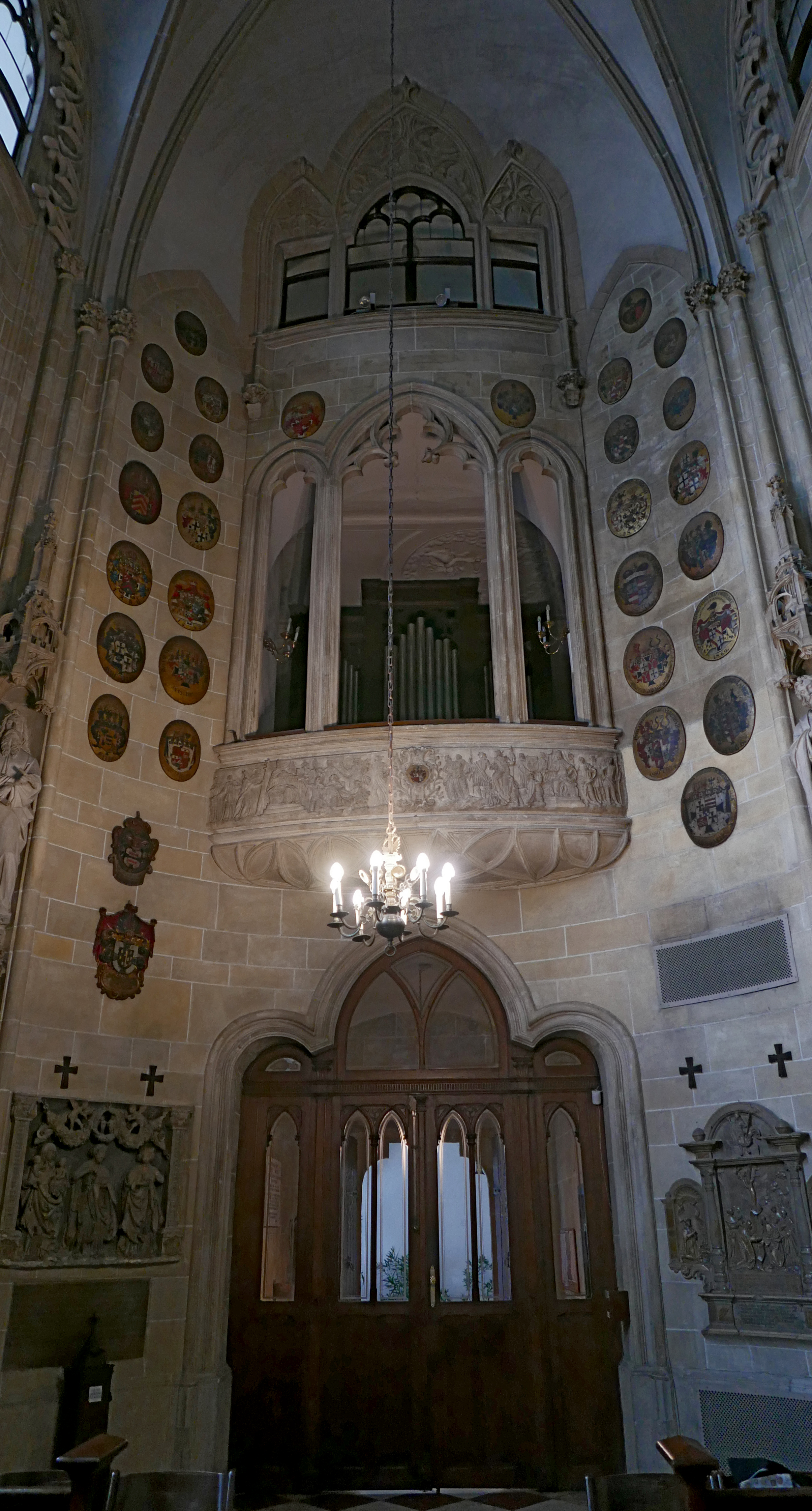
Геральдические щиты рыцарей ордена
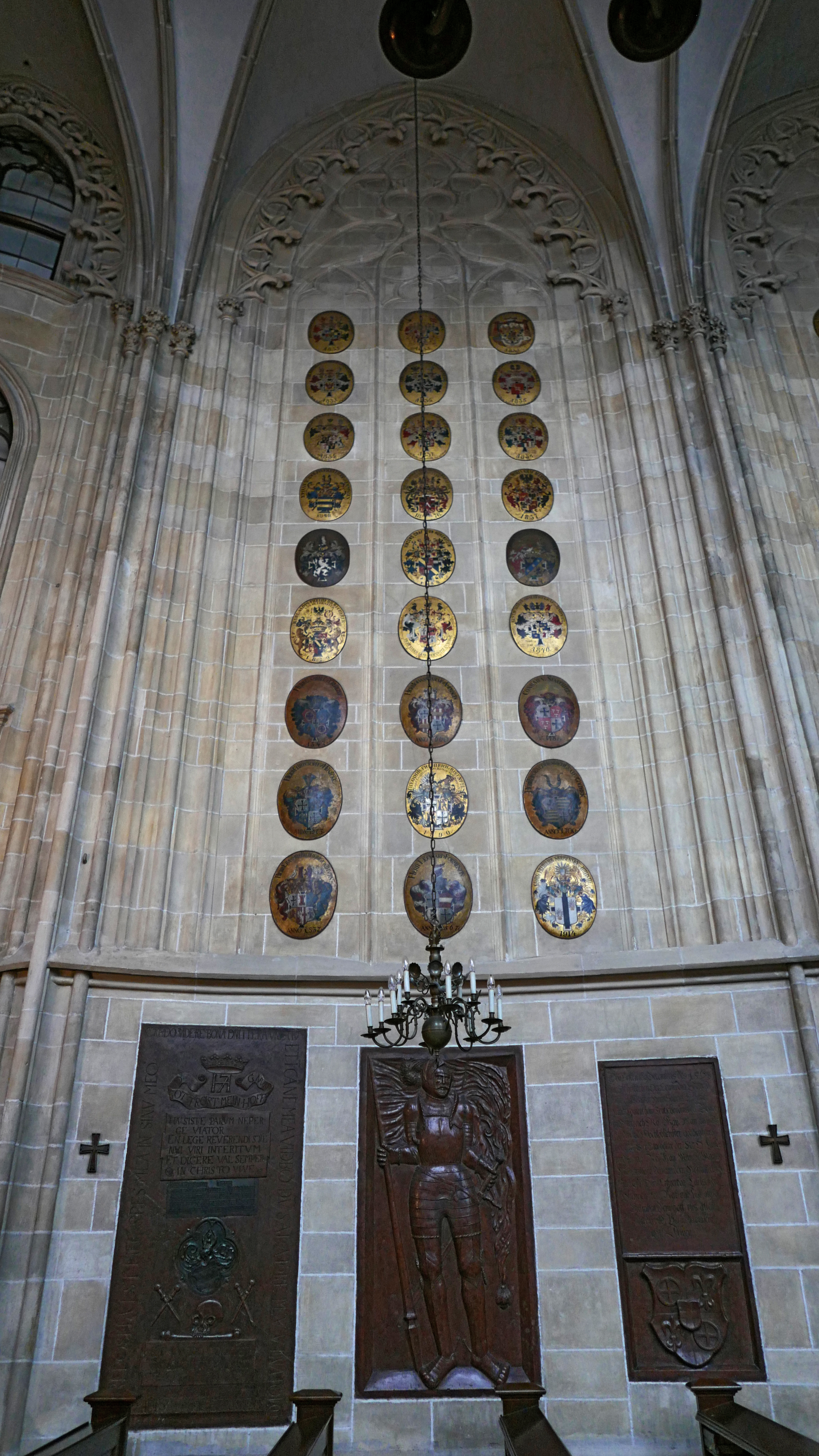
Геральдические щиты рыцарей ордена
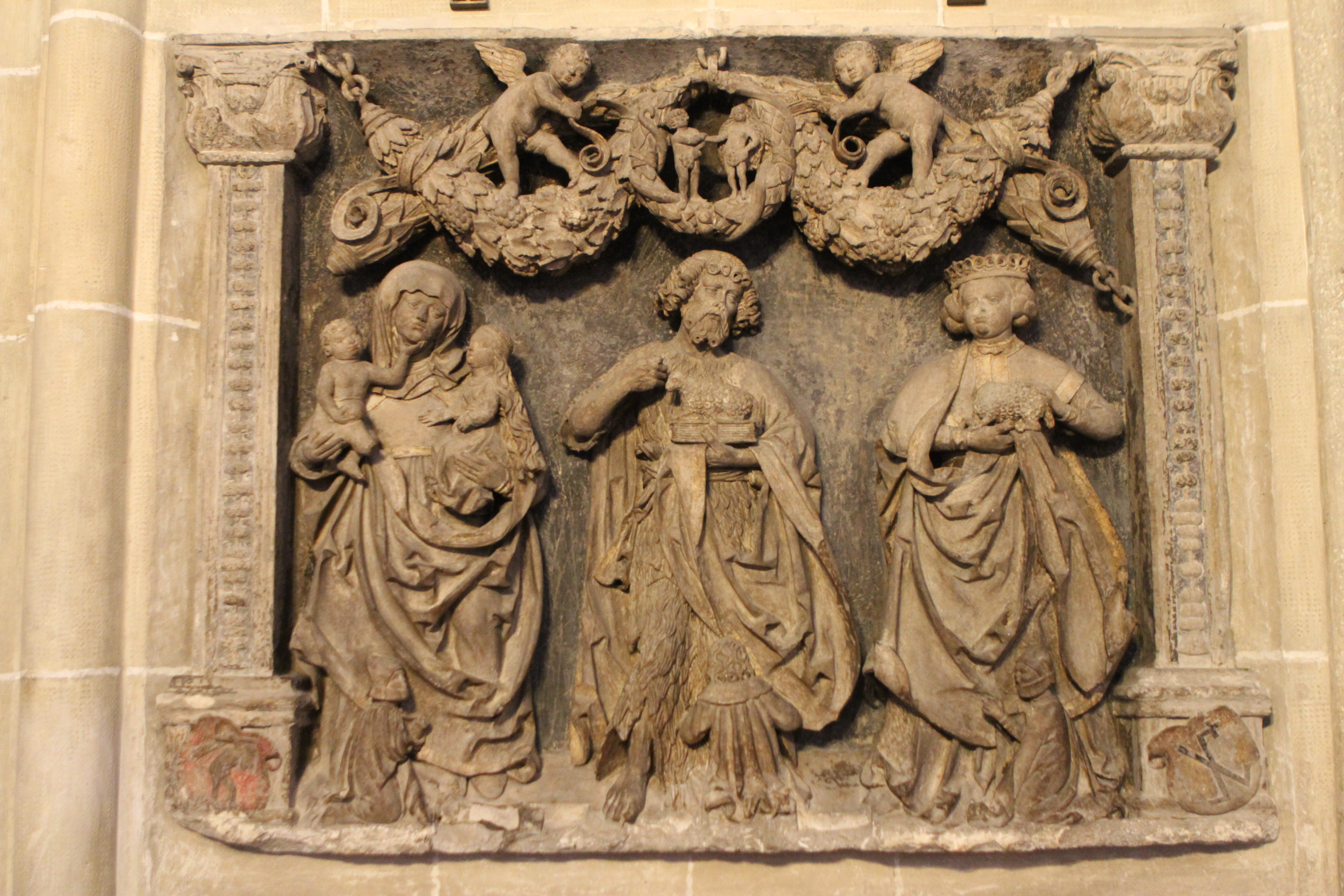
Одно из надгробий рыцаря ордена
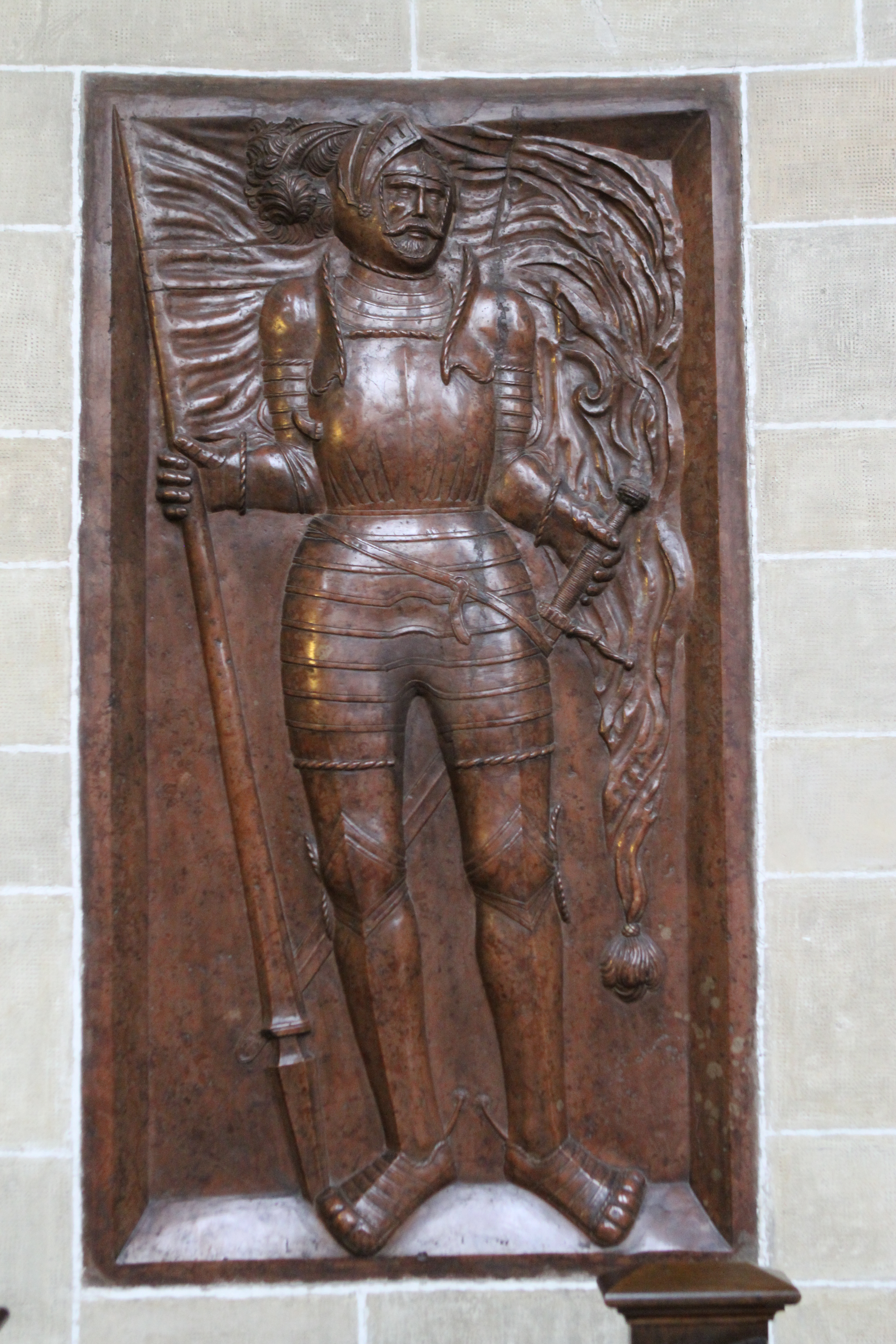
Одно из надгробий рыцаря ордена
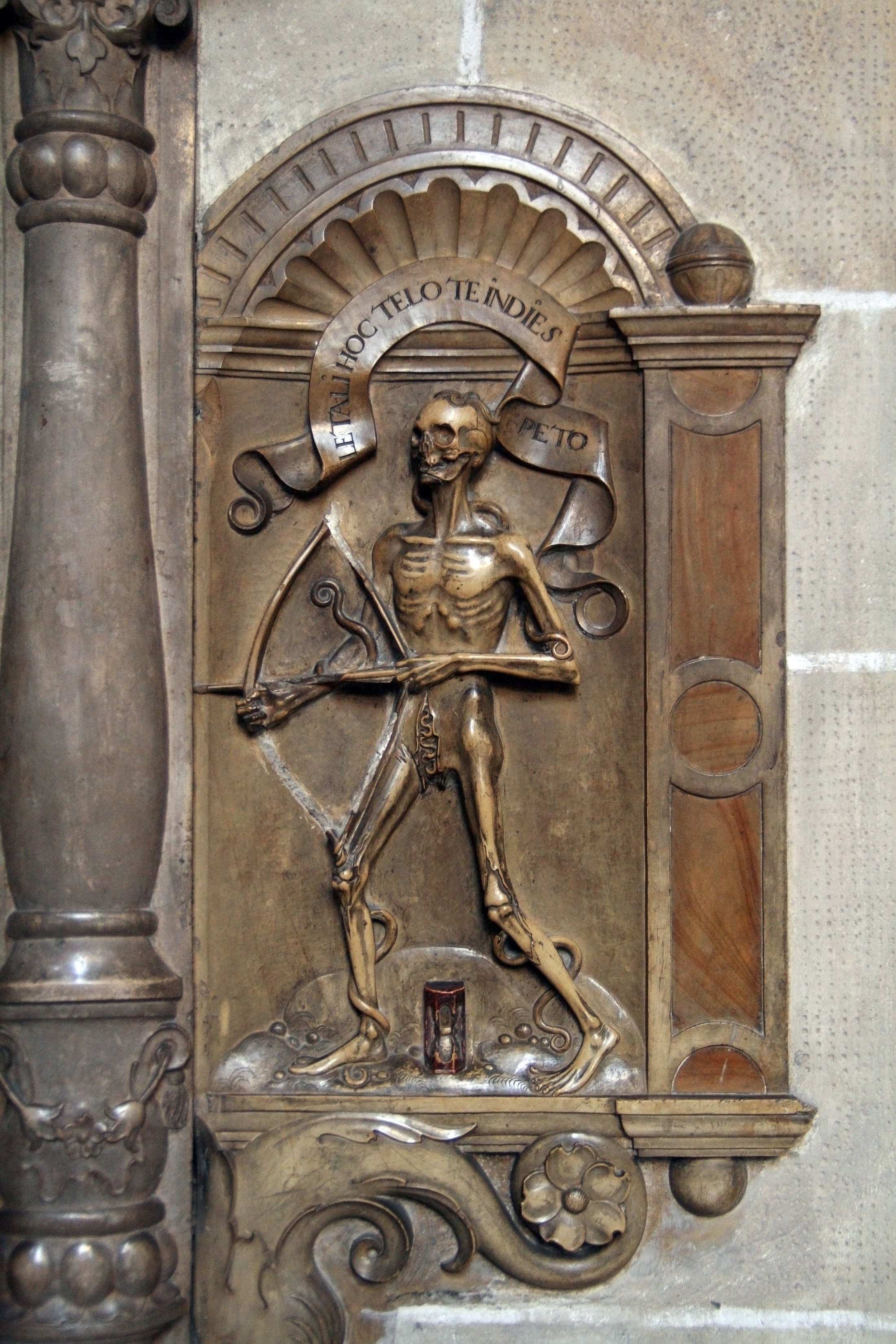
Одно из надгробий рыцаря ордена
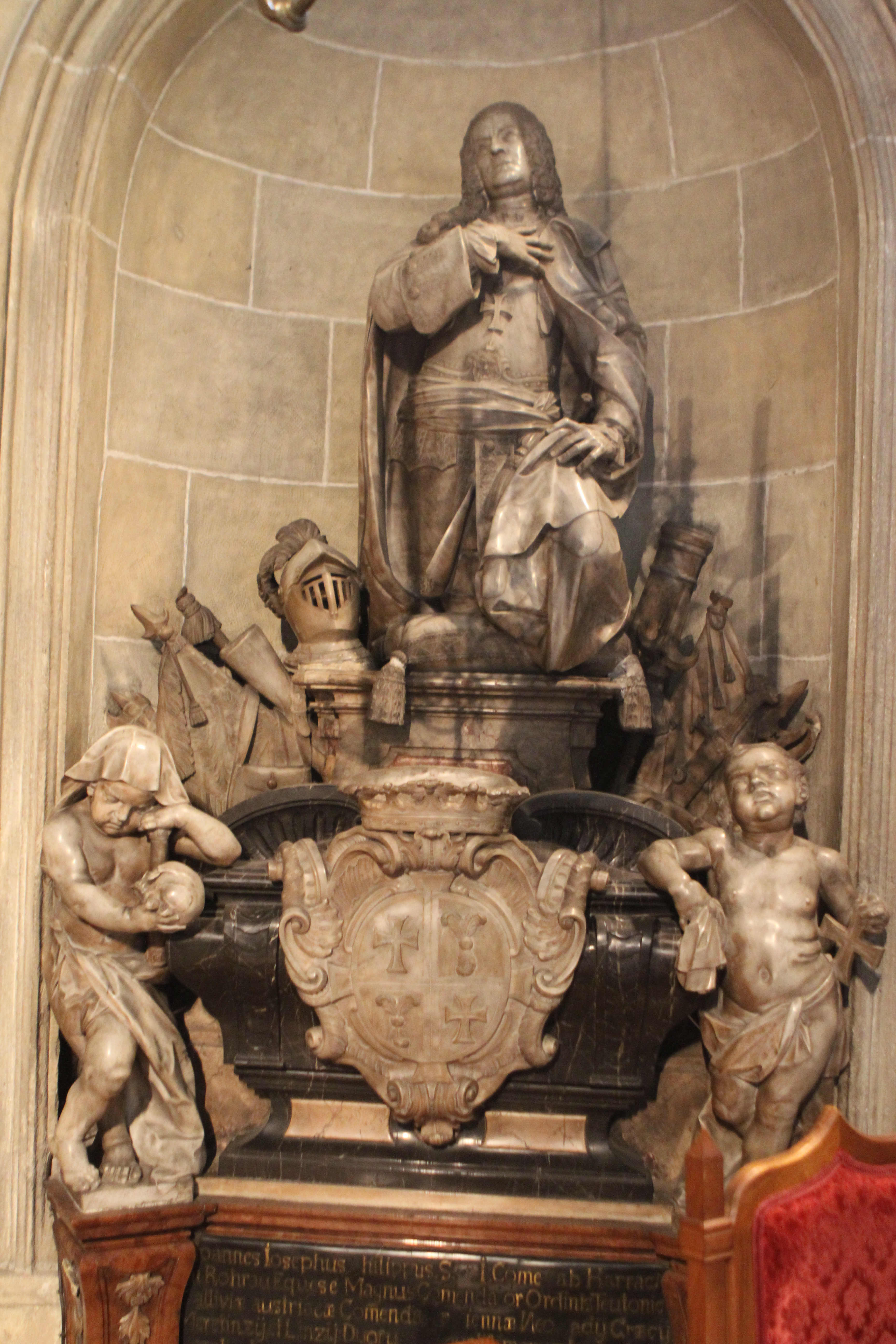
Одно из надгробий рыцаря ордена
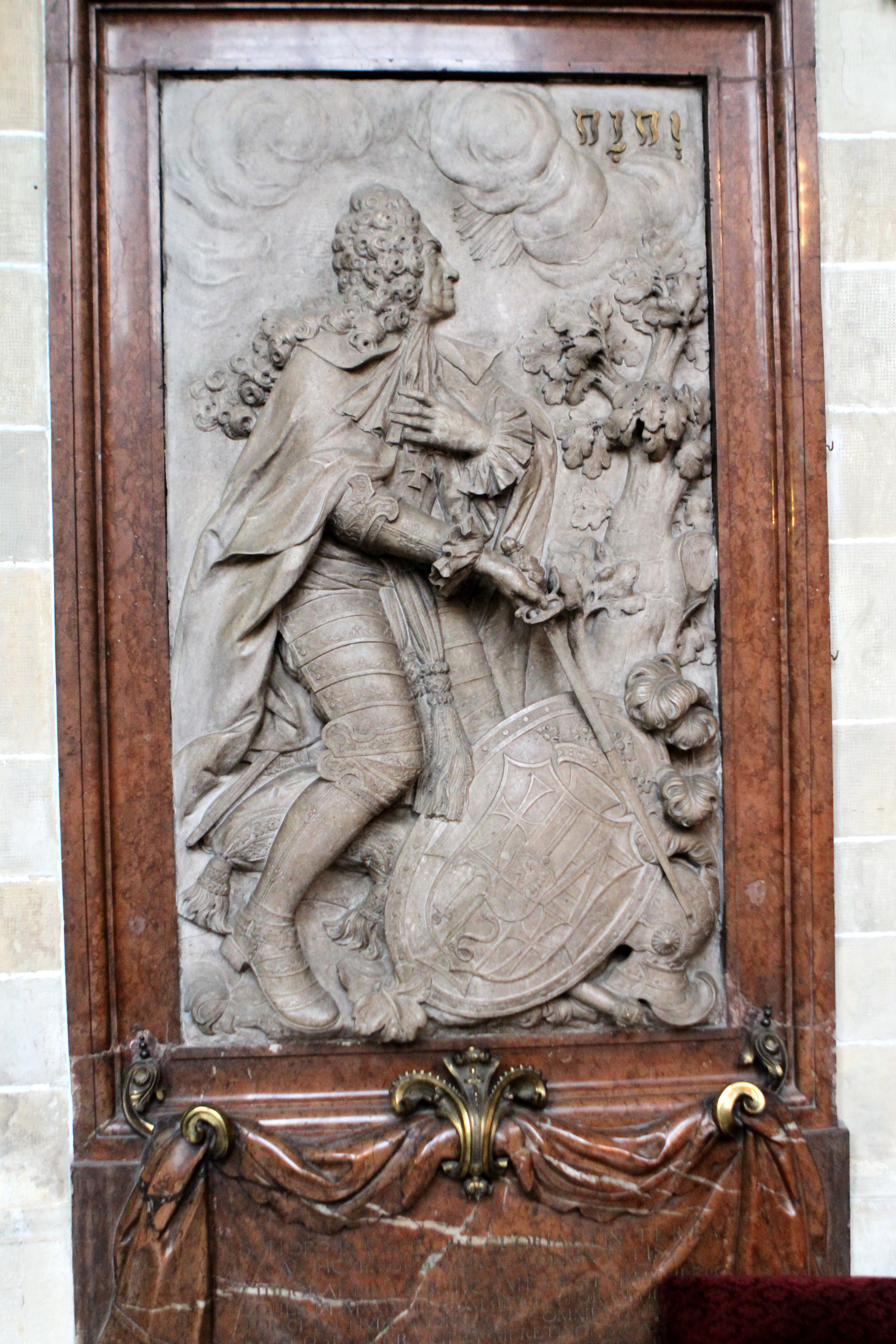
Одно из надгробий рыцаря ордена